# Teng Biao
Teng Biao (chinois simplifié : 滕彪, 2 août 1973 à Huadian) est un avocat chinois et juriste, défenseur des droits de l'homme dans la mouvance des weiquan. 

## Biographie
En 2003, il fut l'un des fondateurs de l'ONG Open Constitution Initiative (Gongmeng) et un militant actif des droits de l'homme, se portant au secours des laissés pour compte.
En 2006, il a été l'avocat de Chen Guangcheng, condamné à quatre ans de prison pour avoir porté une assistance juridique aux femmes victimes de stérilisation ou d'avortements forcés.
En 2007, il reçoit le prix des droits de l'homme de la République française.
Teng Biao est un des 303 intellectuels chinois signataires de la charte 08. Il est un proche de Hu Jia, très critique envers le régime communiste. 
En 2008, il cosigne  un appel à l'initiative de Wang Lixiong demandant au gouvernement Chinois d'infléchir sa politique au Tibet et soutenant l'appel à la paix du dalaï-lama,.
En octobre 2010, Teng Biao indique que quatorze militants chinois, dont l'avocat Xu Zhiyong, ont été arrêtés alors qu'ils s'étaient retrouvés dans un restaurant à l'heure de l'annonce du prix Nobel de la paix attribué à Liu Xiaobo.
Le 19 février 2011, Teng Biao a été arrêté par la police et détenu dans un lieu inconnu. Il s'était rendu à une réunion trois jours auparavant pour discuter des moyens de venir en aide au dissident Chen Guangcheng, maintenu illégalement en résidence surveillée après avoir purgé sa peine de prison. Deux autres avocats, Tang Jitian et Jiang Tianyong, présents à cette réunion, ont également été arrêtés. Le 28 février, Amnesty International a lancé une "action urgente" en leur faveur. Teng Biao a été libéré le 29 avril, après plus de deux mois de détention. Selon Amnesty International, il reste "maintenu sous surveillance".
Alors que 16 Tibétains se sont immolés au Tibet depuis mars 2011 et que la police chinoise a ouvert le feu lors de manifestations pro-tibétaine dans la préfecture autonome tibétaine de Garzê, Teng Biao regrette que les intellectuels chinois n'interviennent pas concernant « la répression menée au Tibet » .
Harcelé par les autorités de son pays, il dissout China Against the Death Penalty, une ONG qu'il a fondé, et s'exile aux États-Unis en 2014. Il est en résidence de recherche à Harvard et l'université de New York.
En 2016, il reçoit les honneurs de l'ordre des avocats français.

## Référence
1. ↑  Examen des rapports présentés par les États parties en application de l’article 19 de la Convention, Comité contre la torture, p. 12
2. ↑  Robert Neville ; L'express du 8 octobre 2010 : Grâce au Nobel, les Chinois vont découvrir Liu Xiaobo
3. ↑  Radio France Internationale, 21 juillet 2006 ; Teng Biao, avocat de Chen Guangcheng
4. 1 2  Harold Thibault, « Le Parti communiste chinois est confronté à une série de crises », Le Monde, 16 mars 2016
5. ↑  Le Figaro : Charte 08
6. ↑   Marie Holzman, Comment les intellectuels chinois parlent-ils du Tibet ?, in Perspectives chinoises, « Par ailleurs, des intellectuels de divers horizons, tels Wang Lixiong, Liu Xiaobo, l’écrivain chrétien Yu Jie, le Professeur Ding Zilin, mère d’une victime de la place Tiananmen, quelques dizaines en tout, se sont mobilisés pour faire circuler une pétition intitulée « Douze propositions pour gérer la situation au Tibet », qui demande entre autres de mettre fin à la censure de l’information concernant la réalité de la répression dans les zones tibétaines. »
7. ↑  (en) Wang Lixiong, Twelve Suggestions for Dealing with the Tibetan Situation, by Some Chinese Intellectuals, in The New York Review of Books, 15 mai 2008.
8. ↑  Tibet : Trente intellectuels chinois s'engagent Courrier International, 27 mars 2008
9. ↑  Brice Pedroletti, « Le prix Nobel de la paix de Liu Xiaobo exaspère Pékin », Le Monde, 10/11 octobre 2010
10. ↑  Amnesty International ; Action urgente : Trois avocats spécialistes des droits humains détenus en Chine
11. ↑  Amnesty International, 10 mai 2011; Action urgente (bonne nouvelle): Teng Biao, avocat chinois spécialiste des droits humains libéré
12. ↑  Tibet:des manifestants tués par les forces de l’ordre, Courrier International, 25 janvier 2012
13. ↑  Oiwan Lam Traduit par Noele Belluard-Blondel, « Le Tibet est en feu, mais où sont les intellectuels chinois ? », sur Rue89, nouvelobs.com, 1er février 2012.
14. ↑  TENG BIAO : «  IL Y AURA TOUJOURS DES ACTIVISTES COURAGEUX QUI REFUSENT DE SE TAIRE », 25 mai 2016 ECPM
15. ↑  Chine-Etats-Unis: Genève, au cœur du choc des valeurs, 15 mars 2016, Le Temps
16. ↑  Teng Biao, l’avocat des avocats chinois honoré à Paris, RFI, 2 avril 2016